# Eir Aoi

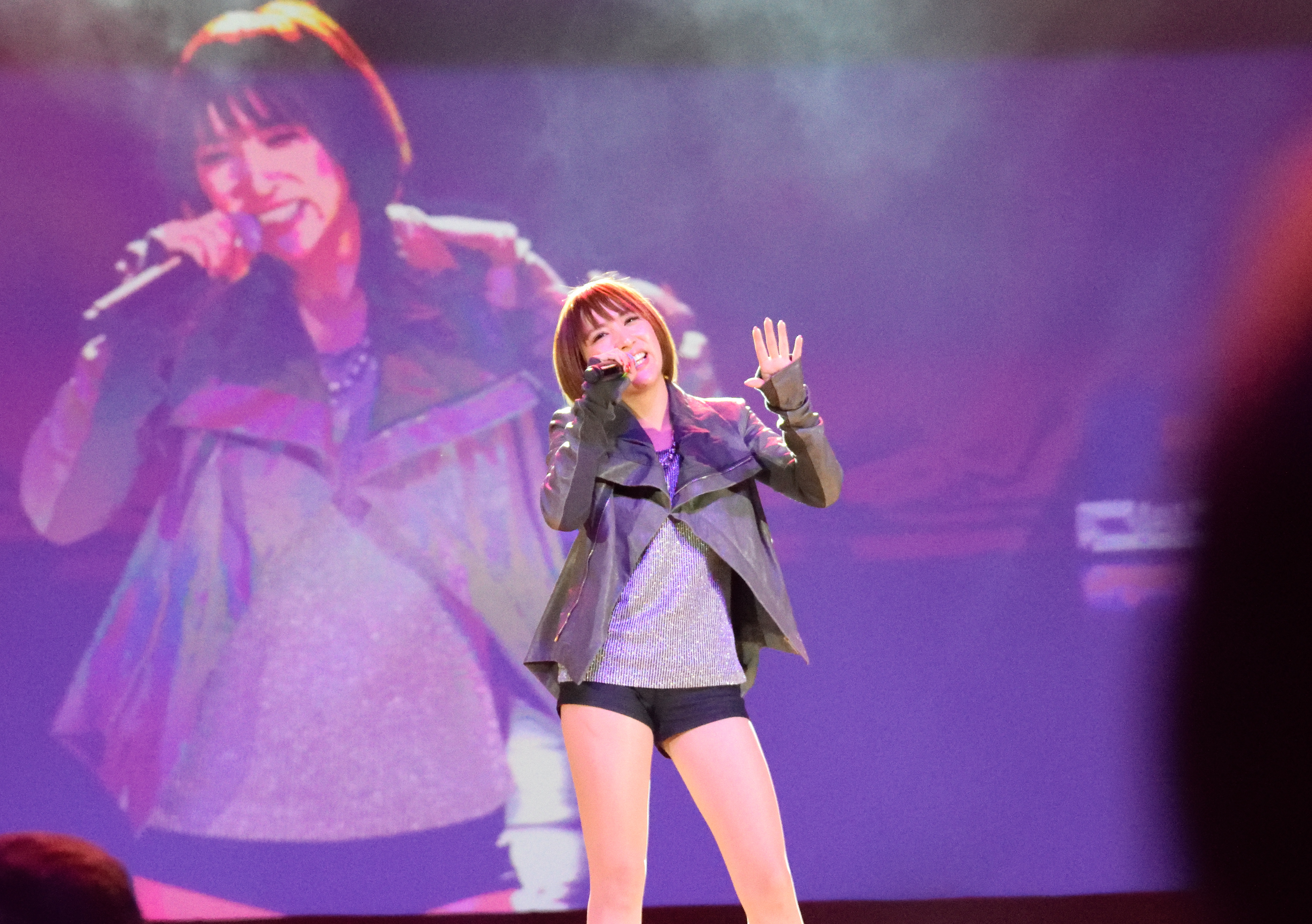
Eir Aoi

Eir Aoi (藍井 エイル Aoi Eiru, 30 de noviembre de 1988) es una cantante japonesa nacida en Sapporo, Hokkaido. Su discográfica es SME Records. Después de ser descubierta a través del sitio de compartición de videos Niconico, Aoi realizó su gran debut en el 2011 con el lanzamiento de su primer sencillo “Memoria”, del cual su pista principal fue usada como el primer tema de cierre de la serie de anime de Fate/Zero en el 2011.
La música de Aoi ha sido usada en varias series de anime, como son: Fate/Zero, Sword Art Online, Kill la Kill y Arslan Senki, como también en varios programas de televisión como Rank Okoku. Aoi se ha presentado en varias convenciones de anime en los Estados Unidos, Sureste de Asia y Europa. En octubre del 2016 después de un periodo de mala salud, Aoi anunció un hiato indefinido de actividades musicales seguido por un concierto de dos días en el Nippon Budokan en noviembre del 2016.

## Biografía
Aoi empezó su carrera de cantante en una banda  que ella formó en la preparatoria. Después de ser descubierta a través del sitio de compartición de videos japonés Niconico,  ella lanzó  su primer sencillo "Memoria" el 19 de octubre del 2011, el cual fue usado para el tema final de la serie de anime Fate/Zero. Su segundo sencillo "Aurora", el cual fue lanzado el 5 de septiembre del 2012, fue utilizado como el cuarto tema de apertura de la serie de anime del 2011 Mobile Suit Gundam AGE. Su tercera sencillo "Innocence", el cual fue lanzado el 21 de noviembre del 2012, fue utilizado como el segundo tema de apertura de la serie de anime del 2012 Sword Art Online. Su primer álbum, Blau, fue lanzado el 30 de enero del 2013. Aoi se presentó en la convención de anime  Sakura-Con en marzo del 2013.
El cuarto sencillo de Aoi "Cobalt Sky", fue lanzado el 26 de junio del 2013. Su quinto sencillo, "Sirius", fue lanzado el 13 de noviembre del 2013, y fue usado en el primer tema de apertura de la serie de anime del 2013 a Kill la Kill. El sexto sencillo, ""Niji no Oto" (虹の音 Sound of the Rainbow?)", el cual fue liberado el 1 de enero del 2014, fue  utilizado como el tema de apertura de Sword Art Online: Extra Edition. Su séptimo sencillo "Ignite", lanzado el 20 de agosto del 2014, fue utilizado como el primer tema de apertura de la serie de anime del 2014 Sword Art Online II. Su octavo sencillo "Tsunagaru Omoi", fue lanzado el 12 de noviembre del 2014, fue utilizado como el tema de apertura para el show de TBS Rank Okoku. Su noveno sencillo, "Génesis", lanzado el 18 de febrero del 2015, fue utilizado como el tema de cierre de la serie de anime del 2015 Aldnoah.Zero. Su décimo sencillo "Lapis Lazuli", fue lanzado el 22 de abril de 2015, fue utilizado como el tema de cierre de la serie de anime del 2015 La Leyenda Heroica de Arslan. Su duodécima sencillo "Cynthia no Hikari" (シンシアの光 Cynthia's Light?) , fue liberado digitalmente el 25 de marzo del 2015, es utilizado como el tema de apertura del videojuego del 2015 Sword Art Online: Lost Song. Su tercer álbum "D'Azur" fue lanzado el 24 de junio del 2015. Aoi canceló su presentación del Animelo Summer Live en agosto del 2015, a pesar de que se presentó a finales de año en Filipinas, Hong Kong, Taiwán, y Singapur. Su undécimo sencillo, "Shoegazer", fue liberado el 28 de octubre del 2015.
Su duodécimo sencillo "Accentier", fue lanzado el 2 de marzo del 2016 y utilizado como el tema de apertura para el juego de Digimon World: Next Order para el PlayStation Vita. Su decimotercero sencillo "Tsubasa" (翼 Wings?), fue lanzado el 20 de julio del 2016, y fue utilizado como el tema de apertura para la segunda temporada del anime La Leyenda Heroica de Arslan. Su primer y segundos álbumes de grandes éxitos "BEST -E-" y "BEST -A-", fueron lanzados el 19 de octubre del 2016 en conmemoración del 5º aniversario de su carrera.
El 17 de agosto del 2016 fue anunciado en su página oficial de Facebook  que  ella pondría su carrera en un hiato debido a mala salud. Sus apariciones restantes del 2016 y sus presentaciones agendadas para el Animax Musix 2017 en Osaka para enero del 2017 fueron canceladas. El 14 de octubre del 2016, la gestión de Aoi  anunció que su carrera musical se encuentra en un hiato indefinido seguido de un concierto en el Nippon Budokan el 4 y 5 de noviembre del 2016.

## Discografía

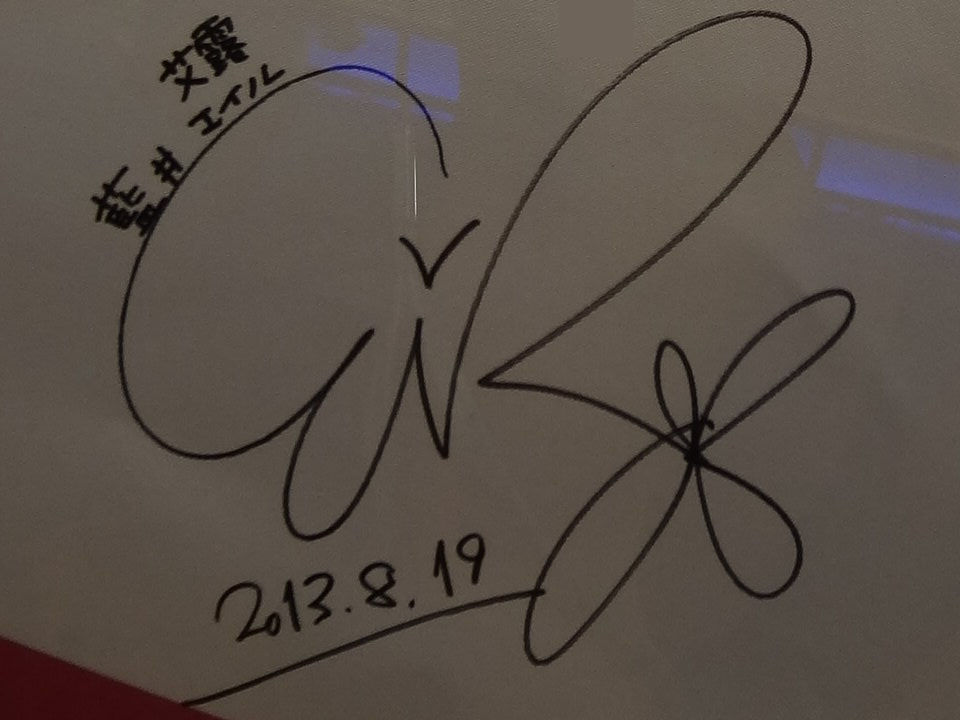
Autógrafo de Eir

### Estudio y miniálbumes
| Año  | Título |
| ---- | ------ |
| 2012 | Prayer |
| 2013 | Blau   |
| 2014 | Aube   |
| 2015 | D'Azur |

### Recopilaciones
| Año  | Título   |
| ---- | -------- |
| 2016 | BEST -E- |
| 2016 | BEST -A- |

### Sencillos
| Año  | Título                                              | Rankind en Oricon | Álbum  |
| ---- | --------------------------------------------------- | ----------------- | ------ |
| 2011 | "Memoria"                                           | 8                 | Blau   |
| 2012 | "Aurora"                                            | 22                | Blau   |
| 2012 | "Innocence"                                         | 6                 | Blau   |
| 2013 | "Cobalt Sky"                                        | 19                | Aube   |
| 2013 | "Sirius"                                            | 21                | Aube   |
| 2014 | ""Niji no Oto" (虹の音 Sound of the Rainbow?)" (, ) | 12                | Aube   |
| 2014 | "Ignite"                                            | 9                 | D'Azur |
| 2014 | ""Tsunagaru Omoi" (ツナガルオモイ?)"                | 20                | D'Azur |
| 2015 | "Genesis"                                           | 17                | D'Azur |
| 2015 | "Lapis Lazuri" (ラピスラズリ?)                      | 13                | D'Azur |
| 2015 | "Shoegazer"                                         | 26                |        |
| 2016 | "Accentier"                                         | 14                |        |
| 2016 | ""Tsubasa" (翼 Wings?)"                             | 9                 |        |